# Tirreno-Adriático de 2021
A 56.ª edição da competição ciclista Tirreno-Adriático foi uma corrida de ciclismo de estrada por etapas que se celebrou entre a 10 e a 16 de março de 2021 em Itália com início no município de Lido di Camaiore e final no município de San Benedetto del Tronto.
A corrida fez parte do UCI WorldTour de 2021, calendário ciclístico de máximo nível mundial, sendo a quinta corrida de dito circuito e foi vencida pelo esloveno Tadej Pogačar do UAE Emirates. Completaram o pódio, como segundo e terceiro classificado respectivamente, o belga Wout van Aert do Jumbo-Visma e o espanhol Mikel Landa do Bahrain Victorious.

## Equipas participantes
Tomaram parte na corrida 25 equipas: 19 de categoria UCI WorldTeam e 6 de categoria UCI ProTeam. Formaram assim um pelotão de 175 ciclistas dos que acabaram 159. As equipas participantes foram:
| Equipes WorldTeam (19)- AG2R Citroën Team - Astana-Premier Tech - Bahrain Victorious - Bora-Hansgrohe - Cofidis - Deceuninck-Quick Step - EF Education-Nippo - Groupama-FDJ - Ineos Grenadiers - Intermarché-Wanty-Gobert Matériaux - Israel Start-Up Nation - Jumbo-Visma - Lotto Soudal - Movistar Team - Team BikeExchange - Team DSM - Qhubeka Assos - Trek-Segafredo - UAE Team Emirates Equipes ProTeam (6)- Alpecin-Fenix - Androni Giocattoli-Sidermec - Arkéa-Samsic - Eolo-Kometa - Gazprom-RusVelo - Total Direct Énergie |
| |

## Percorrido
A Tirreno-Adriático dispôs de sete etapas divididas em duas etapas planas, três em media montanha, uma etapa de montanha, e finaliza com uma contrarrelógio individual para um percurso total de 1104,1 quilómetros.
| Etapa | Data    | Percurso                                            | type                      | Distância (km) | Vencedor             | Líder geral   |
| ----- | ------- | --------------------------------------------------- | ------------------------- | -------------- | -------------------- | ------------- |
| 1     | 10 mar. | Lido di Camaiore – Lido di Camaiore                 | etapa plana               | 156            | Wout van Aert        | Wout van Aert |
| 2     | 11 mar. | Camaiore – Chiusdino                                | etapa escarpada           | 202            | Julian Alaphilippe   | Wout van Aert |
| 3     | 12 mar. | Monticiano – Gualdo Tadino                          | etapa escarpada           | 219            | Mathieu van der Poel | Wout van Aert |
| 4     | 13 mar. | Terni – Prati di Tivo                               | alta montanha             | 148            | Tadej Pogačar        | Tadej Pogačar |
| 5     | 14 mar. | Castellalto – Castelfidardo                         | etapa escarpada           | 205            | Mathieu van der Poel | Tadej Pogačar |
| 6     | 15 mar. | Castelraimondo – Lido di Fermo                      | etapa plana               | 169,2          | Mads Würtz           | Tadej Pogačar |
| 7     | 16 mar. | San Benedetto del Tronto – San Benedetto del Tronto | contrarrelógio individual | 10,1           | Wout van Aert        | Tadej Pogačar |

## Desenvolvimento da corrida

### 1.ª etapa
| Lido di Camaiore - Lido di Camaiore | etapa plana | (156 km) |

| \| Classificação por etapas \| Classificação por etapas \| Classificação por etapas \| Classificação por etapas \| Classificação por etapas \| \| Ciclista \| Ciclista \| Equipe \| Tempo \| \| \| ------------------------ \| ------------------------ \| ------------------------ \| ------------------------ \| ------------------------ \| \| 1. \| Wout van Aert \| Jumbo-Visma \| 3h36m17s \| \| \| 2. \| Caleb Ewan \| Lotto-Soudal \| + 0s \| \| \| 3. \| Fernando Gaviria \| UAE Team Emirates \| + 0s \| \| \| 4. \| Andrea Vendrame \| AG2R Citroën Team \| + 0s \| \| \| 5. \| Luka Mezgec \| BikeExchange \| + 0s \| \| \| 6. \| Tim Merlier \| Alpecin-Fenix \| + 0s \| \| \| 7. \| Álvaro Hodeg \| Deceuninck-Quick Step \| + 0s \| \| \| 8. \| Davide Ballerini \| Deceuninck-Quick Step \| + 0s \| \| \| 9. \| Iván García Cortina \| Movistar Team \| + 0s \| \| \| 10. \| Hugo Hofstetter \| Israel Start-Up Nation \| + 0s \| \| |                     |                        |          |
| |                     |                        |          |
| Fonte: ProCyclingStats |                     |                        |          |
| Classificação por etapas |                     |                        |          |
| Ciclista | Ciclista            | Equipe                 | Tempo    |
| 1. | Wout van Aert       | Jumbo-Visma            | 3h36m17s |
| 2. | Caleb Ewan          | Lotto-Soudal           | + 0s     |
| 3. | Fernando Gaviria    | UAE Team Emirates      | + 0s     |
| 4. | Andrea Vendrame     | AG2R Citroën Team      | + 0s     |
| 5. | Luka Mezgec         | BikeExchange           | + 0s     |
| 6. | Tim Merlier         | Alpecin-Fenix          | + 0s     |
| 7. | Álvaro Hodeg        | Deceuninck-Quick Step  | + 0s     |
| 8. | Davide Ballerini    | Deceuninck-Quick Step  | + 0s     |
| 9. | Iván García Cortina | Movistar Team          | + 0s     |
| 10. | Hugo Hofstetter     | Israel Start-Up Nation | + 0s     |

| \| Classificação geral \| Classificação geral \| Classificação geral \| Classificação geral \| Classificação geral \| \| Ciclista \| Ciclista \| Equipe \| Tempo \| \| \| ------------------- \| ------------------- \| --------------------------- \| ------------------- \| ------------------- \| \| 1. \| Wout van Aert \| Jumbo-Visma \| 3h36m07s \| \| \| 2. \| Caleb Ewan \| Lotto-Soudal \| + 4s \| \| \| 3. \| Fernando Gaviria \| UAE Team Emirates \| + 6s \| \| \| 4. \| Simone Velasco \| Gazprom-RusVelo \| + 7s \| \| \| 5. \| Mattia Bais \| Androni Giocattoli-Sidermec \| + 8s \| \| \| 6. \| Andrea Vendrame \| AG2R Citroën Team \| + 10s \| \| \| 7. \| Luka Mezgec \| BikeExchange \| + 10s \| \| \| 8. \| Tim Merlier \| Alpecin-Fenix \| + 10s \| \| \| 9. \| Álvaro Hodeg \| Deceuninck-Quick Step \| + 10s \| \| \| 10. \| Davide Ballerini \| Deceuninck-Quick Step \| + 10s \| \| |                  |                             |          |
| |                  |                             |          |
| Fonte: ProCyclingStats |                  |                             |          |
| Classificação geral |                  |                             |          |
| Ciclista | Ciclista         | Equipe                      | Tempo    |
| 1. | Wout van Aert    | Jumbo-Visma                 | 3h36m07s |
| 2. | Caleb Ewan       | Lotto-Soudal                | + 4s     |
| 3. | Fernando Gaviria | UAE Team Emirates           | + 6s     |
| 4. | Simone Velasco   | Gazprom-RusVelo             | + 7s     |
| 5. | Mattia Bais      | Androni Giocattoli-Sidermec | + 8s     |
| 6. | Andrea Vendrame  | AG2R Citroën Team           | + 10s    |
| 7. | Luka Mezgec      | BikeExchange                | + 10s    |
| 8. | Tim Merlier      | Alpecin-Fenix               | + 10s    |
| 9. | Álvaro Hodeg     | Deceuninck-Quick Step       | + 10s    |
| 10. | Davide Ballerini | Deceuninck-Quick Step       | + 10s    |

### 2.ª etapa
| Camaiore - Chiusdino | etapa escarpada | (202 km) |

| \| Classificação por etapas \| Classificação por etapas \| Classificação por etapas \| Classificação por etapas \| Classificação por etapas \| \| Ciclista \| Ciclista \| Equipe \| Tempo \| \| \| ------------------------ \| ------------------------ \| ------------------------ \| ------------------------ \| ------------------------ \| \| 1. \| Julian Alaphilippe \| Deceuninck-Quick Step \| 5h01m32s \| \| \| 2. \| Mathieu van der Poel \| Alpecin-Fenix \| + 0s \| \| \| 3. \| Wout van Aert \| Jumbo-Visma \| + 0s \| \| \| 4. \| Tadej Pogačar \| UAE Team Emirates \| + 0s \| \| \| 5. \| Alex Aranburu \| Astana-Premier Tech \| + 0s \| \| \| 6. \| Robert Stannard \| BikeExchange \| + 0s \| \| \| 7. \| João Almeida \| Deceuninck-Quick Step \| + 0s \| \| \| 8. \| Greg Van Avermaet \| AG2R Citroën Team \| + 0s \| \| \| 9. \| Tim Wellens \| Lotto-Soudal \| + 0s \| \| \| 10. \| Giulio Ciccone \| Trek-Segafredo \| + 0s \| \| |                      |                       |          |
| |                      |                       |          |
| Fonte: ProCyclingStats |                      |                       |          |
| Classificação por etapas |                      |                       |          |
| Ciclista | Ciclista             | Equipe                | Tempo    |
| 1. | Julian Alaphilippe   | Deceuninck-Quick Step | 5h01m32s |
| 2. | Mathieu van der Poel | Alpecin-Fenix         | + 0s     |
| 3. | Wout van Aert        | Jumbo-Visma           | + 0s     |
| 4. | Tadej Pogačar        | UAE Team Emirates     | + 0s     |
| 5. | Alex Aranburu        | Astana-Premier Tech   | + 0s     |
| 6. | Robert Stannard      | BikeExchange          | + 0s     |
| 7. | João Almeida         | Deceuninck-Quick Step | + 0s     |
| 8. | Greg Van Avermaet    | AG2R Citroën Team     | + 0s     |
| 9. | Tim Wellens          | Lotto-Soudal          | + 0s     |
| 10. | Giulio Ciccone       | Trek-Segafredo        | + 0s     |

| \| Classificação geral \| Classificação geral \| Classificação geral \| Classificação geral \| Classificação geral \| \| Ciclista \| Ciclista \| Equipe \| Tempo \| \| \| ------------------- \| -------------------- \| --------------------- \| ------------------- \| ------------------- \| \| 1. \| Wout van Aert \| Jumbo-Visma \| 8h37m35s \| \| \| 2. \| Julian Alaphilippe \| Deceuninck-Quick Step \| + 4s \| \| \| 3. \| Mathieu van der Poel \| Alpecin-Fenix \| + 8s \| \| \| 4. \| Pavel Sivakov \| Ineos Grenadiers \| + 11s \| \| \| 5. \| Mikel Landa \| Bahrain Victorious \| + 13s \| \| \| 6. \| Andrea Vendrame \| AG2R Citroën Team \| + 14s \| \| \| 7. \| Robert Stannard \| BikeExchange \| + 14s \| \| \| 8. \| João Almeida \| Deceuninck-Quick Step \| + 14s \| \| \| 9. \| Tadej Pogačar \| UAE Team Emirates \| + 14s \| \| \| 10. \| Alex Aranburu \| Astana-Premier Tech \| + 14s \| \| |                      |                       |          |
| |                      |                       |          |
| Fonte: ProCyclingStats |                      |                       |          |
| Classificação geral |                      |                       |          |
| Ciclista | Ciclista             | Equipe                | Tempo    |
| 1. | Wout van Aert        | Jumbo-Visma           | 8h37m35s |
| 2. | Julian Alaphilippe   | Deceuninck-Quick Step | + 4s     |
| 3. | Mathieu van der Poel | Alpecin-Fenix         | + 8s     |
| 4. | Pavel Sivakov        | Ineos Grenadiers      | + 11s    |
| 5. | Mikel Landa          | Bahrain Victorious    | + 13s    |
| 6. | Andrea Vendrame      | AG2R Citroën Team     | + 14s    |
| 7. | Robert Stannard      | BikeExchange          | + 14s    |
| 8. | João Almeida         | Deceuninck-Quick Step | + 14s    |
| 9. | Tadej Pogačar        | UAE Team Emirates     | + 14s    |
| 10. | Alex Aranburu        | Astana-Premier Tech   | + 14s    |

### 3.ª etapa
| Monticiano - Gualdo Tadino | etapa escarpada | (219 km) |

| \| Classificação por etapas \| Classificação por etapas \| Classificação por etapas \| Classificação por etapas \| Classificação por etapas \| \| Ciclista \| Ciclista \| Equipe \| Tempo \| \| \| ------------------------ \| ------------------------- \| ------------------------ \| ------------------------ \| ------------------------ \| \| 1. \| Mathieu van der Poel \| Alpecin-Fenix \| 5h24m18s \| \| \| 2. \| Wout van Aert \| Jumbo-Visma \| + 0s \| \| \| 3. \| Davide Ballerini \| Deceuninck-Quick Step \| + 0s \| \| \| 4. \| Sergio Higuita \| EF Education-Nippo \| + 0s \| \| \| 5. \| Greg Van Avermaet \| AG2R Citroën Team \| + 0s \| \| \| 6. \| Jasper De Buyst \| Lotto-Soudal \| + 0s \| \| \| 7. \| Iván García Cortina \| Movistar Team \| + 0s \| \| \| 8. \| Tadej Pogačar \| UAE Team Emirates \| + 0s \| \| \| 9. \| Gonzalo Serrano Rodríguez \| Movistar Team \| + 0s \| \| \| 10. \| Hugo Hofstetter \| Israel Start-Up Nation \| + 0s \| \| |                           |                        |          |
| |                           |                        |          |
| Fonte: ProCyclingStats |                           |                        |          |
| Classificação por etapas |                           |                        |          |
| Ciclista | Ciclista                  | Equipe                 | Tempo    |
| 1. | Mathieu van der Poel      | Alpecin-Fenix          | 5h24m18s |
| 2. | Wout van Aert             | Jumbo-Visma            | + 0s     |
| 3. | Davide Ballerini          | Deceuninck-Quick Step  | + 0s     |
| 4. | Sergio Higuita            | EF Education-Nippo     | + 0s     |
| 5. | Greg Van Avermaet         | AG2R Citroën Team      | + 0s     |
| 6. | Jasper De Buyst           | Lotto-Soudal           | + 0s     |
| 7. | Iván García Cortina       | Movistar Team          | + 0s     |
| 8. | Tadej Pogačar             | UAE Team Emirates      | + 0s     |
| 9. | Gonzalo Serrano Rodríguez | Movistar Team          | + 0s     |
| 10. | Hugo Hofstetter           | Israel Start-Up Nation | + 0s     |

| \| Classificação geral \| Classificação geral \| Classificação geral \| Classificação geral \| Classificação geral \| \| Ciclista \| Ciclista \| Equipe \| Tempo \| \| \| ------------------- \| -------------------- \| --------------------- \| ------------------- \| ------------------- \| \| 1. \| Wout van Aert \| Jumbo-Visma \| 14h01m47s \| \| \| 2. \| Mathieu van der Poel \| Alpecin-Fenix \| + 4s \| \| \| 3. \| Julian Alaphilippe \| Deceuninck-Quick Step \| + 10s \| \| \| 4. \| Mikel Landa \| Bahrain Victorious \| + 19s \| \| \| 5. \| Tadej Pogačar \| UAE Team Emirates \| + 20s \| \| \| 6. \| Robert Stannard \| BikeExchange \| + 20s \| \| \| 7. \| João Almeida \| Deceuninck-Quick Step \| + 20s \| \| \| 8. \| Sergio Higuita \| EF Education-Nippo \| + 20s \| \| \| 9. \| Jasper De Buyst \| Lotto-Soudal \| + 20s \| \| \| 10. \| Patrick Konrad \| Bora-Hansgrohe \| + 20s \| \| |                      |                       |           |
| |                      |                       |           |
| Fonte: ProCyclingStats |                      |                       |           |
| Classificação geral |                      |                       |           |
| Ciclista | Ciclista             | Equipe                | Tempo     |
| 1. | Wout van Aert        | Jumbo-Visma           | 14h01m47s |
| 2. | Mathieu van der Poel | Alpecin-Fenix         | + 4s      |
| 3. | Julian Alaphilippe   | Deceuninck-Quick Step | + 10s     |
| 4. | Mikel Landa          | Bahrain Victorious    | + 19s     |
| 5. | Tadej Pogačar        | UAE Team Emirates     | + 20s     |
| 6. | Robert Stannard      | BikeExchange          | + 20s     |
| 7. | João Almeida         | Deceuninck-Quick Step | + 20s     |
| 8. | Sergio Higuita       | EF Education-Nippo    | + 20s     |
| 9. | Jasper De Buyst      | Lotto-Soudal          | + 20s     |
| 10. | Patrick Konrad       | Bora-Hansgrohe        | + 20s     |

### 4.ª etapa
| Terni - Prati di Tivo | alta montanha | (148 km) |

| \| Classificação por etapas \| Classificação por etapas \| Classificação por etapas \| Classificação por etapas \| Classificação por etapas \| \| Ciclista \| Ciclista \| Equipe \| Tempo \| \| \| ------------------------ \| ------------------------ \| ------------------------ \| ------------------------ \| ------------------------ \| \| 1. \| Tadej Pogačar \| UAE Team Emirates \| 3h51m24s \| \| \| 2. \| Simon Yates \| BikeExchange \| + 6s \| \| \| 3. \| Sergio Higuita \| EF Education-Nippo \| + 29s \| \| \| 4. \| Mikel Landa \| Bahrain Victorious \| + 29s \| \| \| 5. \| Nairo Quintana \| Arkéa-Samsic \| + 31s \| \| \| 6. \| João Almeida \| Deceuninck-Quick Step \| + 35s \| \| \| 7. \| Matteo Fabbro \| Bora-Hansgrohe \| + 42s \| \| \| 8. \| Simon Carr \| EF Education-Nippo \| + 42s \| \| \| 9. \| Wout van Aert \| Jumbo-Visma \| + 45s \| \| \| 10. \| Jakob Fuglsang \| Astana-Premier Tech \| + 45s \| \| |                |                       |          |
| |                |                       |          |
| Fonte: ProCyclingStats |                |                       |          |
| Classificação por etapas |                |                       |          |
| Ciclista | Ciclista       | Equipe                | Tempo    |
| 1. | Tadej Pogačar  | UAE Team Emirates     | 3h51m24s |
| 2. | Simon Yates    | BikeExchange          | + 6s     |
| 3. | Sergio Higuita | EF Education-Nippo    | + 29s    |
| 4. | Mikel Landa    | Bahrain Victorious    | + 29s    |
| 5. | Nairo Quintana | Arkéa-Samsic          | + 31s    |
| 6. | João Almeida   | Deceuninck-Quick Step | + 35s    |
| 7. | Matteo Fabbro  | Bora-Hansgrohe        | + 42s    |
| 8. | Simon Carr     | EF Education-Nippo    | + 42s    |
| 9. | Wout van Aert  | Jumbo-Visma           | + 45s    |
| 10. | Jakob Fuglsang | Astana-Premier Tech   | + 45s    |

| \| Classificação geral \| Classificação geral \| Classificação geral \| Classificação geral \| Classificação geral \| \| Ciclista \| Ciclista \| Equipe \| Tempo \| \| \| ------------------- \| ------------------- \| --------------------- \| ------------------- \| ------------------- \| \| 1. \| Tadej Pogačar \| UAE Team Emirates \| 17h53m21s \| \| \| 2. \| Wout van Aert \| Jumbo-Visma \| + 35s \| \| \| 3. \| Sergio Higuita \| EF Education-Nippo \| + 35s \| \| \| 4. \| Mikel Landa \| Bahrain Victorious \| + 38s \| \| \| 5. \| Nairo Quintana \| Arkéa-Samsic \| + 41s \| \| \| 6. \| João Almeida \| Deceuninck-Quick Step \| + 45s \| \| \| 7. \| Jakob Fuglsang \| Astana-Premier Tech \| + 55s \| \| \| 8. \| Simon Carr \| EF Education-Nippo \| + 1m03s \| \| \| 9. \| Matteo Fabbro \| Bora-Hansgrohe \| + 1m12s \| \| \| 10. \| Geraint Thomas \| Ineos Grenadiers \| + 1m25s \| \| |                |                       |           |
| |                |                       |           |
| Fonte: ProCyclingStats |                |                       |           |
| Classificação geral |                |                       |           |
| Ciclista | Ciclista       | Equipe                | Tempo     |
| 1. | Tadej Pogačar  | UAE Team Emirates     | 17h53m21s |
| 2. | Wout van Aert  | Jumbo-Visma           | + 35s     |
| 3. | Sergio Higuita | EF Education-Nippo    | + 35s     |
| 4. | Mikel Landa    | Bahrain Victorious    | + 38s     |
| 5. | Nairo Quintana | Arkéa-Samsic          | + 41s     |
| 6. | João Almeida   | Deceuninck-Quick Step | + 45s     |
| 7. | Jakob Fuglsang | Astana-Premier Tech   | + 55s     |
| 8. | Simon Carr     | EF Education-Nippo    | + 1m03s   |
| 9. | Matteo Fabbro  | Bora-Hansgrohe        | + 1m12s   |
| 10. | Geraint Thomas | Ineos Grenadiers      | + 1m25s   |

### 5.ª etapa
| Castellalto - Castelfidardo | etapa escarpada | (205 km) |

| \| Classificação por etapas \| Classificação por etapas \| Classificação por etapas \| Classificação por etapas \| Classificação por etapas \| \| Ciclista \| Ciclista \| Equipe \| Tempo \| \| \| ------------------------ \| ------------------------ \| ------------------------ \| ------------------------ \| ------------------------ \| \| 1. \| Mathieu van der Poel \| Alpecin-Fenix \| 4h48m17s \| \| \| 2. \| Tadej Pogačar \| UAE Team Emirates \| + 10s \| \| \| 3. \| Wout van Aert \| Jumbo-Visma \| + 49s \| \| \| 4. \| Fabio Felline \| Astana-Premier Tech \| + 1m26s \| \| \| 5. \| Egan Bernal \| Ineos Grenadiers \| + 2m07s \| \| \| 6. \| Davide Formolo \| UAE Team Emirates \| + 2m07s \| \| \| 7. \| Tim Wellens \| Lotto-Soudal \| + 2m18s \| \| \| 8. \| Alessandro De Marchi \| Israel Start-Up Nation \| + 2m18s \| \| \| 9. \| Mikel Landa \| Bahrain Victorious \| + 2m25s \| \| \| 10. \| Matteo Fabbro \| Bora-Hansgrohe \| + 2m45s \| \| |                      |                        |          |
| |                      |                        |          |
| Fonte: ProCyclingStats |                      |                        |          |
| Classificação por etapas |                      |                        |          |
| Ciclista | Ciclista             | Equipe                 | Tempo    |
| 1. | Mathieu van der Poel | Alpecin-Fenix          | 4h48m17s |
| 2. | Tadej Pogačar        | UAE Team Emirates      | + 10s    |
| 3. | Wout van Aert        | Jumbo-Visma            | + 49s    |
| 4. | Fabio Felline        | Astana-Premier Tech    | + 1m26s  |
| 5. | Egan Bernal          | Ineos Grenadiers       | + 2m07s  |
| 6. | Davide Formolo       | UAE Team Emirates      | + 2m07s  |
| 7. | Tim Wellens          | Lotto-Soudal           | + 2m18s  |
| 8. | Alessandro De Marchi | Israel Start-Up Nation | + 2m18s  |
| 9. | Mikel Landa          | Bahrain Victorious     | + 2m25s  |
| 10. | Matteo Fabbro        | Bora-Hansgrohe         | + 2m45s  |

| \| Classificação geral \| Classificação geral \| Classificação geral \| Classificação geral \| Classificação geral \| \| Ciclista \| Ciclista \| Equipe \| Tempo \| \| \| ------------------- \| ------------------- \| --------------------- \| ------------------- \| ------------------- \| \| 1. \| Tadej Pogačar \| UAE Team Emirates \| 22h41m41s \| \| \| 2. \| Wout van Aert \| Jumbo-Visma \| + 1m15s \| \| \| 3. \| Mikel Landa \| Bahrain Victorious \| + 3m00s \| \| \| 4. \| Egan Bernal \| Ineos Grenadiers \| + 3m30s \| \| \| 5. \| Matteo Fabbro \| Bora-Hansgrohe \| + 3m54s \| \| \| 6. \| Tim Wellens \| Lotto-Soudal \| + 4m30s \| \| \| 7. \| João Almeida \| Deceuninck-Quick Step \| + 4m42s \| \| \| 8. \| Romain Bardet \| Team DSM \| + 5m03s \| \| \| 9. \| Vincenzo Nibali \| Trek-Segafredo \| + 5m54s \| \| \| 10. \| Simon Yates \| BikeExchange \| + 6m58s \| \| |                 |                       |           |
| |                 |                       |           |
| Fonte: ProCyclingStats |                 |                       |           |
| Classificação geral |                 |                       |           |
| Ciclista | Ciclista        | Equipe                | Tempo     |
| 1. | Tadej Pogačar   | UAE Team Emirates     | 22h41m41s |
| 2. | Wout van Aert   | Jumbo-Visma           | + 1m15s   |
| 3. | Mikel Landa     | Bahrain Victorious    | + 3m00s   |
| 4. | Egan Bernal     | Ineos Grenadiers      | + 3m30s   |
| 5. | Matteo Fabbro   | Bora-Hansgrohe        | + 3m54s   |
| 6. | Tim Wellens     | Lotto-Soudal          | + 4m30s   |
| 7. | João Almeida    | Deceuninck-Quick Step | + 4m42s   |
| 8. | Romain Bardet   | Team DSM              | + 5m03s   |
| 9. | Vincenzo Nibali | Trek-Segafredo        | + 5m54s   |
| 10. | Simon Yates     | BikeExchange          | + 6m58s   |

### 6.ª etapa
| Castelraimondo - Lido di Fermo | etapa plana | (169,2 km) |

| \| Classificação por etapas \| Classificação por etapas \| Classificação por etapas \| Classificação por etapas \| Classificação por etapas \| \| Ciclista \| Ciclista \| Equipe \| Tempo \| \| \| ------------------------ \| ------------------------ \| ---------------------------------- \| ------------------------ \| ------------------------ \| \| 1. \| Mads Würtz \| Israel Start-Up Nation \| 3h42m09s \| \| \| 2. \| Brent Van Moer \| Lotto-Soudal \| + 0s \| \| \| 3. \| Simone Velasco \| Gazprom-RusVelo \| + 0s \| \| \| 4. \| Jan Bakelants \| Intermarché-Wanty-Gobert Matériaux \| + 0s \| \| \| 5. \| Nelson Oliveira \| Movistar Team \| + 0s \| \| \| 6. \| Emīls Liepiņš \| Trek-Segafredo \| + 25s \| \| \| 7. \| Tim Merlier \| Alpecin-Fenix \| + 1m09s \| \| \| 8. \| Davide Ballerini \| Deceuninck-Quick Step \| + 1m09s \| \| \| 9. \| Elia Viviani \| Cofidis \| + 1m09s \| \| \| 10. \| Max Kanter \| Team DSM \| + 1m09s \| \| |                  |                                    |          |
| |                  |                                    |          |
| Fonte: ProCyclingStats |                  |                                    |          |
| Classificação por etapas |                  |                                    |          |
| Ciclista | Ciclista         | Equipe                             | Tempo    |
| 1. | Mads Würtz       | Israel Start-Up Nation             | 3h42m09s |
| 2. | Brent Van Moer   | Lotto-Soudal                       | + 0s     |
| 3. | Simone Velasco   | Gazprom-RusVelo                    | + 0s     |
| 4. | Jan Bakelants    | Intermarché-Wanty-Gobert Matériaux | + 0s     |
| 5. | Nelson Oliveira  | Movistar Team                      | + 0s     |
| 6. | Emīls Liepiņš    | Trek-Segafredo                     | + 25s    |
| 7. | Tim Merlier      | Alpecin-Fenix                      | + 1m09s  |
| 8. | Davide Ballerini | Deceuninck-Quick Step              | + 1m09s  |
| 9. | Elia Viviani     | Cofidis                            | + 1m09s  |
| 10. | Max Kanter       | Team DSM                           | + 1m09s  |

| \| Classificação geral \| Classificação geral \| Classificação geral \| Classificação geral \| Classificação geral \| \| Ciclista \| Ciclista \| Equipe \| Tempo \| \| \| ------------------- \| ------------------- \| --------------------- \| ------------------- \| ------------------- \| \| 1. \| Tadej Pogačar \| UAE Team Emirates \| 26h24m59s \| \| \| 2. \| Wout van Aert \| Jumbo-Visma \| + 1m15s \| \| \| 3. \| Mikel Landa \| Bahrain Victorious \| + 3m00s \| \| \| 4. \| Egan Bernal \| Ineos Grenadiers \| + 3m30s \| \| \| 5. \| Matteo Fabbro \| Bora-Hansgrohe \| + 3m54s \| \| \| 6. \| Tim Wellens \| Lotto-Soudal \| + 4m30s \| \| \| 7. \| João Almeida \| Deceuninck-Quick Step \| + 4m42s \| \| \| 8. \| Romain Bardet \| Team DSM \| + 5m03s \| \| \| 9. \| Vincenzo Nibali \| Trek-Segafredo \| + 5m54s \| \| \| 10. \| Simon Yates \| BikeExchange \| + 6m58s \| \| |                 |                       |           |
| |                 |                       |           |
| Fonte: ProCyclingStats |                 |                       |           |
| Classificação geral |                 |                       |           |
| Ciclista | Ciclista        | Equipe                | Tempo     |
| 1. | Tadej Pogačar   | UAE Team Emirates     | 26h24m59s |
| 2. | Wout van Aert   | Jumbo-Visma           | + 1m15s   |
| 3. | Mikel Landa     | Bahrain Victorious    | + 3m00s   |
| 4. | Egan Bernal     | Ineos Grenadiers      | + 3m30s   |
| 5. | Matteo Fabbro   | Bora-Hansgrohe        | + 3m54s   |
| 6. | Tim Wellens     | Lotto-Soudal          | + 4m30s   |
| 7. | João Almeida    | Deceuninck-Quick Step | + 4m42s   |
| 8. | Romain Bardet   | Team DSM              | + 5m03s   |
| 9. | Vincenzo Nibali | Trek-Segafredo        | + 5m54s   |
| 10. | Simon Yates     | BikeExchange          | + 6m58s   |

### 7.ª etapa
| San Benedetto del Tronto - San Benedetto del Tronto | contrarrelógio individual | (10,1 km) |

| \| Classificação por etapas \| Classificação por etapas \| Classificação por etapas \| Classificação por etapas \| Classificação por etapas \| \| Ciclista \| Ciclista \| Equipe \| Tempo \| \| \| ------------------------ \| ------------------------ \| ------------------------ \| ------------------------ \| ------------------------ \| \| 1. \| Wout van Aert \| Jumbo-Visma \| 11m06s \| \| \| 2. \| Stefan Küng \| Groupama-FDJ \| + 6s \| \| \| 3. \| Filippo Ganna \| Ineos Grenadiers \| + 11s \| \| \| 4. \| Tadej Pogačar \| UAE Team Emirates \| + 12s \| \| \| 5. \| Benjamin Thomas \| Groupama-FDJ \| + 16s \| \| \| 6. \| Alberto Bettiol \| EF Education-Nippo \| + 18s \| \| \| 7. \| João Almeida \| Deceuninck-Quick Step \| + 24s \| \| \| 8. \| Kasper Asgreen \| Deceuninck-Quick Step \| + 26s \| \| \| 9. \| Michael Hepburn \| BikeExchange \| + 27s \| \| \| 10. \| Tobias Ludvigsson \| Groupama-FDJ \| + 28s \| \| |                   |                       |        |
| |                   |                       |        |
| Fonte: ProCyclingStats |                   |                       |        |
| Classificação por etapas |                   |                       |        |
| Ciclista | Ciclista          | Equipe                | Tempo  |
| 1. | Wout van Aert     | Jumbo-Visma           | 11m06s |
| 2. | Stefan Küng       | Groupama-FDJ          | + 6s   |
| 3. | Filippo Ganna     | Ineos Grenadiers      | + 11s  |
| 4. | Tadej Pogačar     | UAE Team Emirates     | + 12s  |
| 5. | Benjamin Thomas   | Groupama-FDJ          | + 16s  |
| 6. | Alberto Bettiol   | EF Education-Nippo    | + 18s  |
| 7. | João Almeida      | Deceuninck-Quick Step | + 24s  |
| 8. | Kasper Asgreen    | Deceuninck-Quick Step | + 26s  |
| 9. | Michael Hepburn   | BikeExchange          | + 27s  |
| 10. | Tobias Ludvigsson | Groupama-FDJ          | + 28s  |

## Classificações finais
- As classificações finalizaram da seguinte forma[3]:

### Classificação geral
| \| Classificação geral \| Classificação geral \| Classificação geral \| Classificação geral \| Classificação geral \| \| Ciclista \| Ciclista \| Equipe \| Tempo \| \| \| ------------------- \| ------------------- \| --------------------- \| ------------------- \| ------------------- \| \| 1. \| Tadej Pogačar \| UAE Team Emirates \| 26h36m17s \| \| \| 2. \| Wout van Aert \| Jumbo-Visma \| + 1m03s \| \| \| 3. \| Mikel Landa \| Bahrain Victorious \| + 3m57s \| \| \| 4. \| Egan Bernal \| Ineos Grenadiers \| + 4m13s \| \| \| 5. \| Matteo Fabbro \| Bora-Hansgrohe \| + 4m37s \| \| \| 6. \| João Almeida \| Deceuninck-Quick Step \| + 4m54s \| \| \| 7. \| Tim Wellens \| Lotto-Soudal \| + 5m00s \| \| \| 8. \| Romain Bardet \| Team DSM \| + 5m50s \| \| \| 9. \| Vincenzo Nibali \| Trek-Segafredo \| + 6m30s \| \| \| 10. \| Simon Yates \| BikeExchange \| + 7m45s \| \| |                 |                       |           |
| |                 |                       |           |
| Fonte: ProCyclingStats |                 |                       |           |
| Classificação geral |                 |                       |           |
| Ciclista | Ciclista        | Equipe                | Tempo     |
| 1. | Tadej Pogačar   | UAE Team Emirates     | 26h36m17s |
| 2. | Wout van Aert   | Jumbo-Visma           | + 1m03s   |
| 3. | Mikel Landa     | Bahrain Victorious    | + 3m57s   |
| 4. | Egan Bernal     | Ineos Grenadiers      | + 4m13s   |
| 5. | Matteo Fabbro   | Bora-Hansgrohe        | + 4m37s   |
| 6. | João Almeida    | Deceuninck-Quick Step | + 4m54s   |
| 7. | Tim Wellens     | Lotto-Soudal          | + 5m00s   |
| 8. | Romain Bardet   | Team DSM              | + 5m50s   |
| 9. | Vincenzo Nibali | Trek-Segafredo        | + 6m30s   |
| 10. | Simon Yates     | BikeExchange          | + 7m45s   |

### Classificação da montanha
| Classificação da montanha | Classificação da montanha | Classificação da montanha          | Classificação da montanha | Classificação da montanha |
| Ciclista                  | Ciclista                  | Equipe                             | Pontos                    |                           |
| ------------------------- | ------------------------- | ---------------------------------- | ------------------------- | ------------------------- |
| 1.                        | Tadej Pogačar             | UAE Team Emirates                  | 24 pts                    |                           |
| 2.                        | Mads Würtz                | Israel Start-Up Nation             | 20 pts                    |                           |
| 3.                        | Mathieu van der Poel      | Alpecin-Fenix                      | 18 pts                    |                           |
| 4.                        | Jan Bakelants             | Intermarché-Wanty-Gobert Matériaux | 16 pts                    |                           |
| 5.                        | Simon Yates               | BikeExchange                       | 15 pts                    |                           |
| 6.                        | Vincenzo Albanese         | Eolo-Kometa                        | 13 pts                    |                           |
| 7.                        | Mattia Bais               | Androni Giocattoli-Sidermec        | 12 pts                    |                           |
| 8.                        | Pello Bilbao              | Bahrain Victorious                 | 8 pts                     |                           |
| 9.                        | Simone Velasco            | Gazprom-RusVelo                    | 8 pts                     |                           |
| 10.                       | Filippo Ganna             | Ineos Grenadiers                   | 7 pts                     |                           |

### Classificação dos pontos
| Classificação por pontos | Classificação por pontos | Classificação por pontos | Classificação por pontos | Classificação por pontos |
| Ciclista                 | Ciclista                 | Equipe                   | Pontos                   |                          |
| ------------------------ | ------------------------ | ------------------------ | ------------------------ | ------------------------ |
| 1.                       | Wout van Aert            | Jumbo-Visma              | 55 pts                   |                          |
| 2.                       | Tadej Pogačar            | UAE Team Emirates        | 42 pts                   |                          |
| 3.                       | Mathieu van der Poel     | Alpecin-Fenix            | 39 pts                   |                          |
| 4.                       | Mads Würtz               | Israel Start-Up Nation   | 20 pts                   |                          |
| 5.                       | Sergio Higuita           | EF Education-Nippo       | 15 pts                   |                          |
| 6.                       | Simone Velasco           | Gazprom-RusVelo          | 14 pts                   |                          |
| 7.                       | João Almeida             | Deceuninck-Quick Step    | 14 pts                   |                          |
| 8.                       | Davide Ballerini         | Deceuninck-Quick Step    | 14 pts                   |                          |
| 9.                       | Simon Yates              | BikeExchange             | 13 pts                   |                          |
| 10.                      | Julian Alaphilippe       | Deceuninck-Quick Step    | 12 pts                   |                          |

### Classificação dos jovens
| Classificação dos jovens | Classificação dos jovens | Classificação dos jovens    | Classificação dos jovens | Classificação dos jovens |
| Ciclista                 | Ciclista                 | Equipe                      | Tempo                    |                          |
| ------------------------ | ------------------------ | --------------------------- | ------------------------ | ------------------------ |
| 1.                       | Tadej Pogačar            | UAE Team Emirates           | 26h36m17s                |                          |
| 2.                       | Egan Bernal              | Ineos Grenadiers            | + 4m13s                  |                          |
| 3.                       | João Almeida             | Deceuninck-Quick Step       | + 4m54s                  |                          |
| 4.                       | Tobias Foss              | Jumbo-Visma                 | + 12m39s                 |                          |
| 5.                       | Pavel Sivakov            | Ineos Grenadiers            | + 14m58s                 |                          |
| 6.                       | Sergio Higuita           | EF Education-Nippo          | + 22m12s                 |                          |
| 7.                       | Simon Carr               | EF Education-Nippo          | + 26m17s                 |                          |
| 8.                       | Giovanni Aleotti         | Bora-Hansgrohe              | + 30m18s                 |                          |
| 9.                       | Natnael Tesfatsion       | Androni Giocattoli-Sidermec | + 31m17s                 |                          |
| 10.                      | Quinn Simmons            | Trek-Segafredo              | + 36m17s                 |                          |

### Classificação por equipas
| Classificação por equipes | Classificação por equipes | Classificação por equipes | Classificação por equipes |
| Equipe                    | Equipe                    | Tempo                     |                           |
| ------------------------- | ------------------------- | ------------------------- | ------------------------- |
| 1.                        | Astana-Premier Tech       | 80h16m45s                 |                           |
| 2.                        | Ineos Grenadiers          | + 2m48s                   |                           |
| 3.                        | Movistar Team             | + 13m15s                  |                           |
| 4.                        | Jumbo-Visma               | + 14m12s                  |                           |
| 5.                        | Team DSM                  | + 17m34s                  |                           |
| 6.                        | UAE Team Emirates         | + 17m52s                  |                           |
| 7.                        | Trek-Segafredo            | + 18m35s                  |                           |
| 8.                        | Bora-Hansgrohe            | + 20m43s                  |                           |
| 9.                        | Bahrain Victorious        | + 21m02s                  |                           |
| 10.                       | Deceuninck-Quick Step     | + 23m30s                  |                           |

## Evolução das classificações
| Etapa                 | Vencedor              | Classificação geral | Classificação da montanha | Classificação dos pontos | Classificação dos jovens | Classificação por equipas |
| --------------------- | --------------------- | ------------------- | ------------------------- | ------------------------ | ------------------------ | ------------------------- |
| 1.ª                   | Wout van Aert         | Wout van Aert       | Vincenzo Albanese         | Wout van Aert            | Mattia Bais              | Deceuninck-Quick Step     |
| 2.ª                   | Julian Alaphilippe    | Wout van Aert       | Vincenzo Albanese         | Wout van Aert            | Pavel Sivakov            | Deceuninck-Quick Step     |
| 3.ª                   | Mathieu van der Poel  | Wout van Aert       | Vincenzo Albanese         | Wout van Aert            | Tadej Pogačar            | Deceuninck-Quick Step     |
| 4.ª                   | Tadej Pogačar         | Tadej Pogačar       | Tadej Pogačar             | Wout van Aert            | Tadej Pogačar            | Ineos Grenadiers          |
| 5.ª                   | Mathieu van der Poel  | Tadej Pogačar       | Tadej Pogačar             | Wout van Aert            | Tadej Pogačar            | Astana-Premier Tech       |
| 6.ª                   | Mads Würtz Schmidt    | Tadej Pogačar       | Tadej Pogačar             | Wout van Aert            | Tadej Pogačar            | Astana-Premier Tech       |
| 7.ª                   | Wout van Aert         | Tadej Pogačar       | Tadej Pogačar             | Wout van Aert            | Tadej Pogačar            | Astana-Premier Tech       |
| Classificações finais | Classificações finais | Tadej Pogačar       | Tadej Pogačar             | Wout van Aert            | Tadej Pogačar            | Astana-Premier Tech       |

## Ciclistas participantes e posições finais
| BikeExchange BEX | BikeExchange BEX              | BikeExchange BEX |
| ---------------- | ----------------------------- | ---------------- |
| Num              | Ciclista                      | Pos              |
| 1                | Simon Yates (GBR)             | 10.              |
| 2                | Jack Bauer (NZL)              | NP-7             |
| 3                | Michael Hepburn (AUS)         | 124.             |
| 4                | Christopher Juul-Jensen (DEN) | 56.              |
| 5                | Luka Mezgec (SLO)             | 86.              |
| 6                | Robert Stannard (AUS)         | 64.              |
| 7                | Andrey Zeits (KAZ)            | 76.              |

| AG2R Citroën Team ACT | AG2R Citroën Team ACT   | AG2R Citroën Team ACT |
| --------------------- | ----------------------- | --------------------- |
| Num                   | Ciclista                | Pos                   |
| 11                    | Greg Van Avermaet (BEL) | 34.                   |
| 12                    | Geoffrey Bouchard (FRA) | 25.                   |
| 13                    | Lilian Calmejane (FRA)  | 143.                  |
| 14                    | Nans Peters (FRA)       | 104.                  |
| 15                    | Michael Schär (SUI)     | 46.                   |
| 16                    | Andrea Vendrame (ITA)   | 66.                   |
| 17                    | Larry Warbasse (USA)    | 60.                   |

| Alpecin-Fenix AFC | Alpecin-Fenix AFC                    | Alpecin-Fenix AFC |
| ----------------- | ------------------------------------ | ----------------- |
| Num               | Ciclista                             | Pos               |
| 21                | Mathieu van der Poel (NED) (estrada) | 32.               |
| 22                | Tim Merlier (BEL)                    | 115.              |
| 23                | Xandro Meurisse (BEL)                | 107.              |
| 24                | Jonas Rickaert (BEL)                 | DNF-5             |
| 25                | Petr Vakoč (CZE)                     | 74.               |
| 26                | Otto Vergaerde (BEL)                 | 132.              |
| 27                | Gianni Vermeersch (BEL)              | 88.               |

| Androni Giocattoli-Sidermec ANS | Androni Giocattoli-Sidermec ANS | Androni Giocattoli-Sidermec ANS |
| ------------------------------- | ------------------------------- | ------------------------------- |
| Num                             | Ciclista                        | Pos                             |
| 31                              | Mattia Bais (ITA)               | 102.                            |
| 32                              | Alessandro Bisolti (ITA)        | 99.                             |
| 33                              | Matteo Malucelli (ITA)          | 137.                            |
| 34                              | Daniel Muñoz (COL)              | 82.                             |
| 35                              | Simon Pellaud (SUI)             | 148.                            |
| 36                              | Eduardo Sepúlveda (ARG)         | 36.                             |
| 37                              | Natnael Tesfatsion (ERI)        | 48.                             |

| Astana-Premier Tech APT | Astana-Premier Tech APT | Astana-Premier Tech APT |
| ----------------------- | ----------------------- | ----------------------- |
| Num                     | Ciclista                | Pos                     |
| 41                      | Jakob Fuglsang (DEN)    | 21.                     |
| 42                      | Alex Aranburu (ESP)     | 30.                     |
| 43                      | Manuele Boaro (ITA)     | 95.                     |
| 44                      | Fabio Felline (ITA)     | 14.                     |
| 45                      | Hugo Houle (CAN)        | 13.                     |
| 46                      | Gorka Izagirre (ESP)    | DNF-7                   |
| 47                      | Davide Martinelli (ITA) | 154.                    |

| Bahrain Victorious TBV | Bahrain Victorious TBV   | Bahrain Victorious TBV |
| ---------------------- | ------------------------ | ---------------------- |
| Num                    | Ciclista                 | Pos                    |
| 51                     | Mikel Landa (ESP)        | 3.                     |
| 52                     | Pello Bilbao (ESP) (CRI) | 61.                    |
| 53                     | Damiano Caruso (ITA)     | 37.                    |
| 54                     | Eros Capecchi (ITA)      | 121.                   |
| 55                     | Mark Padun (UKR)         | 122.                   |
| 56                     | Jan Tratnik (SLO)        | 146.                   |
| 57                     | Fred Wright (GBR)        | 101.                   |

| Bora-Hansgrohe BOH | Bora-Hansgrohe BOH     | Bora-Hansgrohe BOH |
| ------------------ | ---------------------- | ------------------ |
| Num                | Ciclista               | Pos                |
| 61                 | Peter Sagan (SVK)      | 130.               |
| 62                 | Giovanni Aleotti (ITA) | 45.                |
| 63                 | Maciej Bodnar (POL)    | 114.               |
| 64                 | Marcus Burghardt (GER) | 92.                |
| 65                 | Matteo Fabbro (ITA)    | 5.                 |
| 66                 | Patrick Konrad (AUT)   | 27.                |
| 67                 | Daniel Oss (ITA)       | 69.                |

| Cofidis COF | Cofidis COF               | Cofidis COF |
| ----------- | ------------------------- | ----------- |
| Num         | Ciclista                  | Pos         |
| 71          | Elia Viviani (ITA)        | 147.        |
| 72          | Tom Bohli (SUI)           | DNF-3       |
| 73          | Jean-Pierre Drucker (LUX) | DNF-6       |
| 74          | Nathan Haas (AUS)         | DNF-3       |
| 75          | Fabio Sabatini (ITA)      | 158.        |
| 76          | Kenneth Vanbilsen (BEL)   | 135.        |
| 77          | Attilio Viviani (ITA)     | 159.        |

| Deceuninck-Quick Step DQT | Deceuninck-Quick Step DQT            | Deceuninck-Quick Step DQT |
| ------------------------- | ------------------------------------ | ------------------------- |
| Num                       | Ciclista                             | Pos                       |
| 81                        | Julian Alaphilippe (FRA) (estrada)   | 41.                       |
| 82                        | João Almeida (POR)                   | 6.                        |
| 83                        | Kasper Asgreen (DEN) (estrada e CRI) | 58.                       |
| 84                        | Davide Ballerini (ITA)               | 87.                       |
| 85                        | Álvaro Hodeg (COL)                   | DNF-6                     |
| 86                        | Zdeněk Štybar (CZE)                  | 50.                       |
| 87                        | Bert Van Lerberghe (BEL)             | 108.                      |

| EF Education-Nippo EFN | EF Education-Nippo EFN         | EF Education-Nippo EFN |
| ---------------------- | ------------------------------ | ---------------------- |
| Num                    | Ciclista                       | Pos                    |
| 91                     | Sergio Higuita (COL) (estrada) | 35.                    |
| 92                     | Alberto Bettiol (ITA)          | 84.                    |
| 93                     | Simon Carr (GBR)               | 39.                    |
| 94                     | Lawson Craddock (USA)          | DNF-3                  |
| 95                     | Alex Howes (USA) (estrada)     | 150.                   |
| 96                     | Sebastian Langeveld (NED)      | 140.                   |
| 97                     | Tom Scully (NZL)               | 151.                   |

| Eolo-Kometa EOK | Eolo-Kometa EOK         | Eolo-Kometa EOK |
| --------------- | ----------------------- | --------------- |
| Num             | Ciclista                | Pos             |
| 101             | Manuel Belletti (ITA)   | NP-4            |
| 102             | Vincenzo Albanese (ITA) | 133.            |
| 103             | John Archibald (GBR)    | 149.            |
| 104             | Davide Bais (ITA)       | 153.            |
| 105             | Mark Christian (GBR)    | 112.            |
| 106             | Samuele Rivi (ITA)      | 157.            |
| 107             | Alejandro Ropero (ESP)  | 83.             |

| Gazprom-RusVelo GAZ | Gazprom-RusVelo GAZ   | Gazprom-RusVelo GAZ |
| ------------------- | --------------------- | ------------------- |
| Num                 | Ciclista              | Pos                 |
| 111                 | Ilnur Zakarin (RUS)   | 31.                 |
| 112                 | Marco Canola (ITA)    | 129.                |
| 113                 | Pavel Kochetkov (RUS) | 79.                 |
| 114                 | Roman Kreuziger (CZE) | 77.                 |
| 115                 | Denis Nekrasov (RUS)  | 123.                |
| 116                 | Ivan Rovny (RUS)      | 152.                |
| 117                 | Simone Velasco (ITA)  | 110.                |

| Groupama-FDJ GFC | Groupama-FDJ GFC                  | Groupama-FDJ GFC |
| ---------------- | --------------------------------- | ---------------- |
| Num              | Ciclista                          | Pos              |
| 121              | Thibaut Pinot (FRA)               | 43.              |
| 122              | Kevin Geniets (LUX) (estrada)     | 105.             |
| 123              | Stefan Küng (SUI) (estrada e CRI) | 73.              |
| 124              | Tobias Ludvigsson (SWE)           | 98.              |
| 125              | Valentin Madouas (FRA)            | 55.              |
| 126              | Rudy Molard (FRA)                 | 16.              |
| 127              | Benjamin Thomas (FRA)             | 59.              |

| Ineos Grenadiers IGD | Ineos Grenadiers IGD       | Ineos Grenadiers IGD |
| -------------------- | -------------------------- | -------------------- |
| Num                  | Ciclista                   | Pos                  |
| 131                  | Egan Bernal (COL)          | 4.                   |
| 132                  | Jonathan Castroviejo (ESP) | 52.                  |
| 133                  | Filippo Ganna (ITA) (CRI)  | 71.                  |
| 134                  | Michał Kwiatkowski (POL)   | 51.                  |
| 135                  | Salvatore Puccio (ITA)     | 100.                 |
| 136                  | Pavel Sivakov (RUS)        | 19.                  |
| 137                  | Geraint Thomas (GBR)       | 24.                  |

| Intermarché-Wanty-Gobert Matériaux IWG | Intermarché-Wanty-Gobert Matériaux IWG | Intermarché-Wanty-Gobert Matériaux IWG |
| -------------------------------------- | -------------------------------------- | -------------------------------------- |
| Num                                    | Ciclista                               | Pos                                    |
| 141                                    | Jan Bakelants (BEL)                    | 40.                                    |
| 142                                    | Aimé De Gendt (BEL)                    | 138.                                   |
| 143                                    | Jan Hirt (CZE)                         | 81.                                    |
| 144                                    | Andrea Pasqualon (ITA)                 | 85.                                    |
| 145                                    | Lorenzo Rota (ITA)                     | 22.                                    |
| 146                                    | Pieter Vanspeybrouck (BEL)             | 117.                                   |
| 147                                    | Loïc Vliegen (BEL)                     | 78.                                    |

| Israel Start-Up Nation ISN | Israel Start-Up Nation ISN | Israel Start-Up Nation ISN |
| -------------------------- | -------------------------- | -------------------------- |
| Num                        | Ciclista                   | Pos                        |
| 151                        | Guillaume Boivin (CAN)     | 127.                       |
| 152                        | Guy Niv (ISR)              | 63.                        |
| 153                        | Jenthe Biermans (BEL)      | NP-7                       |
| 154                        | Davide Cimolai (ITA)       | 125.                       |
| 155                        | Alessandro De Marchi (ITA) | 17.                        |
| 156                        | Hugo Hofstetter (FRA)      | 67.                        |
| 157                        | Mads Würtz (DEN)           | 65.                        |

| Jumbo-Visma TJV | Jumbo-Visma TJV            | Jumbo-Visma TJV |
| --------------- | -------------------------- | --------------- |
| Num             | Ciclista                   | Pos             |
| 161             | Wout van Aert (BEL) (CRI)  | 2.              |
| 162             | Edoardo Affini (ITA)       | 144.            |
| 163             | Tobias Foss (NOR)          | 15.             |
| 164             | Robert Gesink (NED)        | 62.             |
| 165             | Paul Martens (GER)         | 155.            |
| 166             | Timo Roosen (NED)          | 72.             |
| 167             | Nathan Van Hooydonck (BEL) | 93.             |

| Lotto-Soudal LTS | Lotto-Soudal LTS         | Lotto-Soudal LTS |
| ---------------- | ------------------------ | ---------------- |
| Num              | Ciclista                 | Pos              |
| 171              | Tim Wellens (BEL)        | 7.               |
| 172              | Jasper De Buyst (BEL)    | 47.              |
| 173              | Caleb Ewan (AUS)         | DNF-3            |
| 174              | Frederik Frison (BEL)    | 134.             |
| 175              | Roger Kluge (GER)        | 131.             |
| 176              | Tosh Van der Sande (BEL) | 118.             |
| 177              | Brent Van Moer (BEL)     | 91.              |

| Movistar Team MOV | Movistar Team MOV               | Movistar Team MOV |
| ----------------- | ------------------------------- | ----------------- |
| Num               | Ciclista                        | Pos               |
| 181               | Iván García Cortina (ESP)       | NP-6              |
| 182               | Dario Cataldo (ITA)             | 49.               |
| 183               | Nelson Oliveira (POR)           | 68.               |
| 184               | Gonzalo Serrano Rodríguez (ESP) | 38.               |
| 185               | Marc Soler (ESP)                | 11.               |
| 186               | Albert Torres (ESP)             | 142.              |
| 187               | Davide Villella (ITA)           | 42.               |

| Arkéa-Samsic ARK | Arkéa-Samsic ARK         | Arkéa-Samsic ARK |
| ---------------- | ------------------------ | ---------------- |
| Num              | Ciclista                 | Pos              |
| 191              | Nairo Quintana (COL)     | 12.              |
| 192              | Thomas Boudat (FRA)      | 128.             |
| 193              | Laurent Pichon (FRA)     | 103.             |
| 194              | Thibault Guernalec (FRA) | 89.              |
| 195              | Kévin Ledanois (FRA)     | 90.              |
| 196              | Łukasz Owsian (POL)      | 70.              |
| 197              | Diego Rosa (ITA)         | 139.             |

| Team DSM DSM | Team DSM DSM            | Team DSM DSM |
| ------------ | ----------------------- | ------------ |
| Num          | Ciclista                | Pos          |
| 201          | Romain Bardet (FRA)     | 8.           |
| 202          | Nikias Arndt (GER)      | 97.          |
| 203          | Nico Denz (GER)         | NP-7         |
| 204          | Chris Hamilton (AUS)    | 29.          |
| 205          | Max Kanter (GER)        | NP-7         |
| 206          | Joris Nieuwenhuis (NED) | 94.          |
| 207          | Martijn Tusveld (NED)   | 33.          |

| Qhubeka Assos TQA | Qhubeka Assos TQA        | Qhubeka Assos TQA |
| ----------------- | ------------------------ | ----------------- |
| Num               | Ciclista                 | Pos               |
| 211               | Domenico Pozzovivo (ITA) | 28.               |
| 212               | Simon Clarke (AUS)       | 44.               |
| 213               | Michael Gogl (AUT)       | NP-6              |
| 214               | Bert-Jan Lindeman (NED)  | 119.              |
| 215               | Dimitri Claeys (BEL)     | 113.              |
| 216               | Emil Vinjebo (DEN)       | 96.               |
| 217               | Łukasz Wiśniowski (POL)  | DNF-5             |

| Total Direct Énergie TDE | Total Direct Énergie TDE | Total Direct Énergie TDE |
| ------------------------ | ------------------------ | ------------------------ |
| Num                      | Ciclista                 | Pos                      |
| 221                      | Niki Terpstra (NED)      | 145.                     |
| 222                      | Niccolò Bonifazio (ITA)  | 116.                     |
| 223                      | Víctor de la Parte (ESP) | 18.                      |
| 224                      | Lorrenzo Manzin (FRA)    | 120.                     |
| 225                      | Adrien Petit (FRA)       | 111.                     |
| 226                      | Cristián Rodríguez (ESP) | 23.                      |
| 227                      | Julien Simon (FRA)       | 53.                      |

| Trek-Segafredo TFS | Trek-Segafredo TFS     | Trek-Segafredo TFS |
| ------------------ | ---------------------- | ------------------ |
| Num                | Ciclista               | Pos                |
| 231                | Vincenzo Nibali (ITA)  | 9.                 |
| 232                | Giulio Ciccone (ITA)   | 26.                |
| 233                | Emīls Liepiņš (LAT)    | 109.               |
| 234                | Matteo Moschetti (ITA) | 156.               |
| 235                | Ryan Mullen (IRL)      | 136.               |
| 236                | Quinn Simmons (USA)    | 54.                |
| 237                | Toms Skujiņš (LAT)     | 80.                |

| UAE Team Emirates UAD | UAE Team Emirates UAD               | UAE Team Emirates UAD |
| --------------------- | ----------------------------------- | --------------------- |
| Num                   | Ciclista                            | Pos                   |
| 241                   | Tadej Pogačar (SLO) (CRI)           | 1.                    |
| 242                   | Davide Formolo (ITA)                | 20.                   |
| 243                   | Fernando Gaviria (COL)              | 126.                  |
| 244                   | Rafał Majka (POL)                   | 57.                   |
| 245                   | Ivo Oliveira (POR) (CRI)            | 106.                  |
| 246                   | Jan Polanc (SLO)                    | 75.                   |
| 247                   | Maximiliano Richeze (ARG) (estrada) | 141.                  |

| BikeExchange BEX | BikeExchange BEX              | BikeExchange BEX |
| ---------------- | ----------------------------- | ---------------- |
| Num              | Ciclista                      | Pos              |
| 1                | Simon Yates (GBR)             | 10.              |
| 2                | Jack Bauer (NZL)              | NP-7             |
| 3                | Michael Hepburn (AUS)         | 124.             |
| 4                | Christopher Juul-Jensen (DEN) | 56.              |
| 5                | Luka Mezgec (SLO)             | 86.              |
| 6                | Robert Stannard (AUS)         | 64.              |
| 7                | Andrey Zeits (KAZ)            | 76.              |

| AG2R Citroën Team ACT | AG2R Citroën Team ACT   | AG2R Citroën Team ACT |
| --------------------- | ----------------------- | --------------------- |
| Num                   | Ciclista                | Pos                   |
| 11                    | Greg Van Avermaet (BEL) | 34.                   |
| 12                    | Geoffrey Bouchard (FRA) | 25.                   |
| 13                    | Lilian Calmejane (FRA)  | 143.                  |
| 14                    | Nans Peters (FRA)       | 104.                  |
| 15                    | Michael Schär (SUI)     | 46.                   |
| 16                    | Andrea Vendrame (ITA)   | 66.                   |
| 17                    | Larry Warbasse (USA)    | 60.                   |

| Alpecin-Fenix AFC | Alpecin-Fenix AFC                    | Alpecin-Fenix AFC |
| ----------------- | ------------------------------------ | ----------------- |
| Num               | Ciclista                             | Pos               |
| 21                | Mathieu van der Poel (NED) (estrada) | 32.               |
| 22                | Tim Merlier (BEL)                    | 115.              |
| 23                | Xandro Meurisse (BEL)                | 107.              |
| 24                | Jonas Rickaert (BEL)                 | DNF-5             |
| 25                | Petr Vakoč (CZE)                     | 74.               |
| 26                | Otto Vergaerde (BEL)                 | 132.              |
| 27                | Gianni Vermeersch (BEL)              | 88.               |

| Androni Giocattoli-Sidermec ANS | Androni Giocattoli-Sidermec ANS | Androni Giocattoli-Sidermec ANS |
| ------------------------------- | ------------------------------- | ------------------------------- |
| Num                             | Ciclista                        | Pos                             |
| 31                              | Mattia Bais (ITA)               | 102.                            |
| 32                              | Alessandro Bisolti (ITA)        | 99.                             |
| 33                              | Matteo Malucelli (ITA)          | 137.                            |
| 34                              | Daniel Muñoz (COL)              | 82.                             |
| 35                              | Simon Pellaud (SUI)             | 148.                            |
| 36                              | Eduardo Sepúlveda (ARG)         | 36.                             |
| 37                              | Natnael Tesfatsion (ERI)        | 48.                             |

| Astana-Premier Tech APT | Astana-Premier Tech APT | Astana-Premier Tech APT |
| ----------------------- | ----------------------- | ----------------------- |
| Num                     | Ciclista                | Pos                     |
| 41                      | Jakob Fuglsang (DEN)    | 21.                     |
| 42                      | Alex Aranburu (ESP)     | 30.                     |
| 43                      | Manuele Boaro (ITA)     | 95.                     |
| 44                      | Fabio Felline (ITA)     | 14.                     |
| 45                      | Hugo Houle (CAN)        | 13.                     |
| 46                      | Gorka Izagirre (ESP)    | DNF-7                   |
| 47                      | Davide Martinelli (ITA) | 154.                    |

| Bahrain Victorious TBV | Bahrain Victorious TBV   | Bahrain Victorious TBV |
| ---------------------- | ------------------------ | ---------------------- |
| Num                    | Ciclista                 | Pos                    |
| 51                     | Mikel Landa (ESP)        | 3.                     |
| 52                     | Pello Bilbao (ESP) (CRI) | 61.                    |
| 53                     | Damiano Caruso (ITA)     | 37.                    |
| 54                     | Eros Capecchi (ITA)      | 121.                   |
| 55                     | Mark Padun (UKR)         | 122.                   |
| 56                     | Jan Tratnik (SLO)        | 146.                   |
| 57                     | Fred Wright (GBR)        | 101.                   |

| Bora-Hansgrohe BOH | Bora-Hansgrohe BOH     | Bora-Hansgrohe BOH |
| ------------------ | ---------------------- | ------------------ |
| Num                | Ciclista               | Pos                |
| 61                 | Peter Sagan (SVK)      | 130.               |
| 62                 | Giovanni Aleotti (ITA) | 45.                |
| 63                 | Maciej Bodnar (POL)    | 114.               |
| 64                 | Marcus Burghardt (GER) | 92.                |
| 65                 | Matteo Fabbro (ITA)    | 5.                 |
| 66                 | Patrick Konrad (AUT)   | 27.                |
| 67                 | Daniel Oss (ITA)       | 69.                |

| Cofidis COF | Cofidis COF               | Cofidis COF |
| ----------- | ------------------------- | ----------- |
| Num         | Ciclista                  | Pos         |
| 71          | Elia Viviani (ITA)        | 147.        |
| 72          | Tom Bohli (SUI)           | DNF-3       |
| 73          | Jean-Pierre Drucker (LUX) | DNF-6       |
| 74          | Nathan Haas (AUS)         | DNF-3       |
| 75          | Fabio Sabatini (ITA)      | 158.        |
| 76          | Kenneth Vanbilsen (BEL)   | 135.        |
| 77          | Attilio Viviani (ITA)     | 159.        |

| Deceuninck-Quick Step DQT | Deceuninck-Quick Step DQT            | Deceuninck-Quick Step DQT |
| ------------------------- | ------------------------------------ | ------------------------- |
| Num                       | Ciclista                             | Pos                       |
| 81                        | Julian Alaphilippe (FRA) (estrada)   | 41.                       |
| 82                        | João Almeida (POR)                   | 6.                        |
| 83                        | Kasper Asgreen (DEN) (estrada e CRI) | 58.                       |
| 84                        | Davide Ballerini (ITA)               | 87.                       |
| 85                        | Álvaro Hodeg (COL)                   | DNF-6                     |
| 86                        | Zdeněk Štybar (CZE)                  | 50.                       |
| 87                        | Bert Van Lerberghe (BEL)             | 108.                      |

| EF Education-Nippo EFN | EF Education-Nippo EFN         | EF Education-Nippo EFN |
| ---------------------- | ------------------------------ | ---------------------- |
| Num                    | Ciclista                       | Pos                    |
| 91                     | Sergio Higuita (COL) (estrada) | 35.                    |
| 92                     | Alberto Bettiol (ITA)          | 84.                    |
| 93                     | Simon Carr (GBR)               | 39.                    |
| 94                     | Lawson Craddock (USA)          | DNF-3                  |
| 95                     | Alex Howes (USA) (estrada)     | 150.                   |
| 96                     | Sebastian Langeveld (NED)      | 140.                   |
| 97                     | Tom Scully (NZL)               | 151.                   |

| Eolo-Kometa EOK | Eolo-Kometa EOK         | Eolo-Kometa EOK |
| --------------- | ----------------------- | --------------- |
| Num             | Ciclista                | Pos             |
| 101             | Manuel Belletti (ITA)   | NP-4            |
| 102             | Vincenzo Albanese (ITA) | 133.            |
| 103             | John Archibald (GBR)    | 149.            |
| 104             | Davide Bais (ITA)       | 153.            |
| 105             | Mark Christian (GBR)    | 112.            |
| 106             | Samuele Rivi (ITA)      | 157.            |
| 107             | Alejandro Ropero (ESP)  | 83.             |

| Gazprom-RusVelo GAZ | Gazprom-RusVelo GAZ   | Gazprom-RusVelo GAZ |
| ------------------- | --------------------- | ------------------- |
| Num                 | Ciclista              | Pos                 |
| 111                 | Ilnur Zakarin (RUS)   | 31.                 |
| 112                 | Marco Canola (ITA)    | 129.                |
| 113                 | Pavel Kochetkov (RUS) | 79.                 |
| 114                 | Roman Kreuziger (CZE) | 77.                 |
| 115                 | Denis Nekrasov (RUS)  | 123.                |
| 116                 | Ivan Rovny (RUS)      | 152.                |
| 117                 | Simone Velasco (ITA)  | 110.                |

| Groupama-FDJ GFC | Groupama-FDJ GFC                  | Groupama-FDJ GFC |
| ---------------- | --------------------------------- | ---------------- |
| Num              | Ciclista                          | Pos              |
| 121              | Thibaut Pinot (FRA)               | 43.              |
| 122              | Kevin Geniets (LUX) (estrada)     | 105.             |
| 123              | Stefan Küng (SUI) (estrada e CRI) | 73.              |
| 124              | Tobias Ludvigsson (SWE)           | 98.              |
| 125              | Valentin Madouas (FRA)            | 55.              |
| 126              | Rudy Molard (FRA)                 | 16.              |
| 127              | Benjamin Thomas (FRA)             | 59.              |

| Ineos Grenadiers IGD | Ineos Grenadiers IGD       | Ineos Grenadiers IGD |
| -------------------- | -------------------------- | -------------------- |
| Num                  | Ciclista                   | Pos                  |
| 131                  | Egan Bernal (COL)          | 4.                   |
| 132                  | Jonathan Castroviejo (ESP) | 52.                  |
| 133                  | Filippo Ganna (ITA) (CRI)  | 71.                  |
| 134                  | Michał Kwiatkowski (POL)   | 51.                  |
| 135                  | Salvatore Puccio (ITA)     | 100.                 |
| 136                  | Pavel Sivakov (RUS)        | 19.                  |
| 137                  | Geraint Thomas (GBR)       | 24.                  |

| Intermarché-Wanty-Gobert Matériaux IWG | Intermarché-Wanty-Gobert Matériaux IWG | Intermarché-Wanty-Gobert Matériaux IWG |
| -------------------------------------- | -------------------------------------- | -------------------------------------- |
| Num                                    | Ciclista                               | Pos                                    |
| 141                                    | Jan Bakelants (BEL)                    | 40.                                    |
| 142                                    | Aimé De Gendt (BEL)                    | 138.                                   |
| 143                                    | Jan Hirt (CZE)                         | 81.                                    |
| 144                                    | Andrea Pasqualon (ITA)                 | 85.                                    |
| 145                                    | Lorenzo Rota (ITA)                     | 22.                                    |
| 146                                    | Pieter Vanspeybrouck (BEL)             | 117.                                   |
| 147                                    | Loïc Vliegen (BEL)                     | 78.                                    |

| Israel Start-Up Nation ISN | Israel Start-Up Nation ISN | Israel Start-Up Nation ISN |
| -------------------------- | -------------------------- | -------------------------- |
| Num                        | Ciclista                   | Pos                        |
| 151                        | Guillaume Boivin (CAN)     | 127.                       |
| 152                        | Guy Niv (ISR)              | 63.                        |
| 153                        | Jenthe Biermans (BEL)      | NP-7                       |
| 154                        | Davide Cimolai (ITA)       | 125.                       |
| 155                        | Alessandro De Marchi (ITA) | 17.                        |
| 156                        | Hugo Hofstetter (FRA)      | 67.                        |
| 157                        | Mads Würtz (DEN)           | 65.                        |

| Jumbo-Visma TJV | Jumbo-Visma TJV            | Jumbo-Visma TJV |
| --------------- | -------------------------- | --------------- |
| Num             | Ciclista                   | Pos             |
| 161             | Wout van Aert (BEL) (CRI)  | 2.              |
| 162             | Edoardo Affini (ITA)       | 144.            |
| 163             | Tobias Foss (NOR)          | 15.             |
| 164             | Robert Gesink (NED)        | 62.             |
| 165             | Paul Martens (GER)         | 155.            |
| 166             | Timo Roosen (NED)          | 72.             |
| 167             | Nathan Van Hooydonck (BEL) | 93.             |

| Lotto-Soudal LTS | Lotto-Soudal LTS         | Lotto-Soudal LTS |
| ---------------- | ------------------------ | ---------------- |
| Num              | Ciclista                 | Pos              |
| 171              | Tim Wellens (BEL)        | 7.               |
| 172              | Jasper De Buyst (BEL)    | 47.              |
| 173              | Caleb Ewan (AUS)         | DNF-3            |
| 174              | Frederik Frison (BEL)    | 134.             |
| 175              | Roger Kluge (GER)        | 131.             |
| 176              | Tosh Van der Sande (BEL) | 118.             |
| 177              | Brent Van Moer (BEL)     | 91.              |

| Movistar Team MOV | Movistar Team MOV               | Movistar Team MOV |
| ----------------- | ------------------------------- | ----------------- |
| Num               | Ciclista                        | Pos               |
| 181               | Iván García Cortina (ESP)       | NP-6              |
| 182               | Dario Cataldo (ITA)             | 49.               |
| 183               | Nelson Oliveira (POR)           | 68.               |
| 184               | Gonzalo Serrano Rodríguez (ESP) | 38.               |
| 185               | Marc Soler (ESP)                | 11.               |
| 186               | Albert Torres (ESP)             | 142.              |
| 187               | Davide Villella (ITA)           | 42.               |

| Arkéa-Samsic ARK | Arkéa-Samsic ARK         | Arkéa-Samsic ARK |
| ---------------- | ------------------------ | ---------------- |
| Num              | Ciclista                 | Pos              |
| 191              | Nairo Quintana (COL)     | 12.              |
| 192              | Thomas Boudat (FRA)      | 128.             |
| 193              | Laurent Pichon (FRA)     | 103.             |
| 194              | Thibault Guernalec (FRA) | 89.              |
| 195              | Kévin Ledanois (FRA)     | 90.              |
| 196              | Łukasz Owsian (POL)      | 70.              |
| 197              | Diego Rosa (ITA)         | 139.             |

| Team DSM DSM | Team DSM DSM            | Team DSM DSM |
| ------------ | ----------------------- | ------------ |
| Num          | Ciclista                | Pos          |
| 201          | Romain Bardet (FRA)     | 8.           |
| 202          | Nikias Arndt (GER)      | 97.          |
| 203          | Nico Denz (GER)         | NP-7         |
| 204          | Chris Hamilton (AUS)    | 29.          |
| 205          | Max Kanter (GER)        | NP-7         |
| 206          | Joris Nieuwenhuis (NED) | 94.          |
| 207          | Martijn Tusveld (NED)   | 33.          |

| Qhubeka Assos TQA | Qhubeka Assos TQA        | Qhubeka Assos TQA |
| ----------------- | ------------------------ | ----------------- |
| Num               | Ciclista                 | Pos               |
| 211               | Domenico Pozzovivo (ITA) | 28.               |
| 212               | Simon Clarke (AUS)       | 44.               |
| 213               | Michael Gogl (AUT)       | NP-6              |
| 214               | Bert-Jan Lindeman (NED)  | 119.              |
| 215               | Dimitri Claeys (BEL)     | 113.              |
| 216               | Emil Vinjebo (DEN)       | 96.               |
| 217               | Łukasz Wiśniowski (POL)  | DNF-5             |

| Total Direct Énergie TDE | Total Direct Énergie TDE | Total Direct Énergie TDE |
| ------------------------ | ------------------------ | ------------------------ |
| Num                      | Ciclista                 | Pos                      |
| 221                      | Niki Terpstra (NED)      | 145.                     |
| 222                      | Niccolò Bonifazio (ITA)  | 116.                     |
| 223                      | Víctor de la Parte (ESP) | 18.                      |
| 224                      | Lorrenzo Manzin (FRA)    | 120.                     |
| 225                      | Adrien Petit (FRA)       | 111.                     |
| 226                      | Cristián Rodríguez (ESP) | 23.                      |
| 227                      | Julien Simon (FRA)       | 53.                      |

| Trek-Segafredo TFS | Trek-Segafredo TFS     | Trek-Segafredo TFS |
| ------------------ | ---------------------- | ------------------ |
| Num                | Ciclista               | Pos                |
| 231                | Vincenzo Nibali (ITA)  | 9.                 |
| 232                | Giulio Ciccone (ITA)   | 26.                |
| 233                | Emīls Liepiņš (LAT)    | 109.               |
| 234                | Matteo Moschetti (ITA) | 156.               |
| 235                | Ryan Mullen (IRL)      | 136.               |
| 236                | Quinn Simmons (USA)    | 54.                |
| 237                | Toms Skujiņš (LAT)     | 80.                |

| UAE Team Emirates UAD | UAE Team Emirates UAD               | UAE Team Emirates UAD |
| --------------------- | ----------------------------------- | --------------------- |
| Num                   | Ciclista                            | Pos                   |
| 241                   | Tadej Pogačar (SLO) (CRI)           | 1.                    |
| 242                   | Davide Formolo (ITA)                | 20.                   |
| 243                   | Fernando Gaviria (COL)              | 126.                  |
| 244                   | Rafał Majka (POL)                   | 57.                   |
| 245                   | Ivo Oliveira (POR) (CRI)            | 106.                  |
| 246                   | Jan Polanc (SLO)                    | 75.                   |
| 247                   | Maximiliano Richeze (ARG) (estrada) | 141.                  |

Convenções:
- AB-N: Abandono na etapa "N"
- FLT-N: Retiro por chegada fora do limite de tempo na etapa "N"
- NTS-N: Não tomou a saída para a etapa "N"
- DES-N: Desclassificado ou expulsado na etapa "N"

## UCI World Ranking
A Tirreno-Adriático outorgou pontos para o UCI World Ranking para corredores das equipas nas categorias UCI WorldTeam, UCI ProTeam e Continental. As seguintes tabelas são o barómetro de pontuação e os 10 corredores que obtiveram mais pontos:
| Posição             | 1.º | 2.º | 3.º | 4.º | 5.º | 6.º | 7.º | 8.º | 9.º | 10.º | 11.º | 12.º | 13.º | 14.º | 15.º | 16.º-20.º | 21.º-30.º | 31.º-50.º | 51.º-55.º | 56.º-60.º |
| Classificação geral | 500 | 400 | 325 | 275 | 225 | 175 | 150 | 125 | 100 | 85   | 70   | 60   | 50   | 40   | 35   | 30        | 20        | 10        | 5         | 3         |
| Por etapa           | 60  | 25  | 10  |     |     |     |     |     |     |      |      |      |      |      |      |           |           |           |           |           |
| Líder               | 10  |     |     |     |     |     |     |     |     |      |      |      |      |      |      |           |           |           |           |           |

| Classificação |                      |                       |       |       |       |       |
| Posição       | Ciclista             | Equipa                | Geral | Etapa | Líder | Total |
| ------------- | -------------------- | --------------------- | ----- | ----- | ----- | ----- |
| 1.º           | Tadej Pogačar        | UAE Emirates          | 500   | 85    | 30    | 615   |
| 2.º           | Wout van Aert        | Jumbo-Visma           | 400   | 165   | 30    | 595   |
| 3.º           | Mikel Landa          | Bahrain Victorious    | 325   | -     | -     | 325   |
| 4.º           | Egan Bernal          | Ineos Grenadiers      | 275   | -     | -     | 275   |
| 5.º           | Matteo Fabbro        | Bora-Hansgrohe        | 225   | -     | -     | 225   |
| 6.º           | João Almeida         | Deceuninck-Quick Step | 175   | -     | -     | 175   |
| 7.º           | Mathieu van der Poel | Alpecin-Fenix         | 10    | 145   | -     | 155   |
| 8.º           | Tim Wellens          | Lotto Soudal          | 150   | -     | -     | 150   |
| 9.º           | Romain Bardet        | DSM                   | 125   | -     | -     | 125   |
| 10.º          | Simon Yates          | BikeExchange          | 85    | 25    | -     | 110   |